# Ranger 5
Ranger 5 was een Amerikaanse onbemande ruimtemissie naar de maan. Zij had als doel close-up opnamen te maken van het maanoppervlak ten behoeve van het Apollo-project en om vast te stellen of er seismische activiteit op de maan plaatsvond.

## Lancering
Ranger 5 werd gelanceerd op 18 oktober 1962 met een Atlas-Agena draagraket vanaf het Cape Canaveral Air Force Station.

### Wetenschappelijke instrumenten
Deze maansonde was uitgerust met een tv-camera, een gammastraling-spectrometer, een seismometer en een radarhoogtemeter. De intentie was om deze kunstmatige satelliet stralingsmetingen te laten doen, opnames van geringe afstand van het maanoppervlak over te seinen en met een afwerpbare seismometer vaststellen of er seismische activiteit op de maan plaatsvond. Met de radarhoogtemeter wilde men te weten komen hoe het maanoppervlak radarstraling weerkaatste en deze werd tevens gebruikt om het juiste moment van ontbranden van de remraket en ontkoppeling van de seismometercapsule te bepalen. De verkenner zelf zou te pletter slaan tegen de maan. Deze robot woog 341 kg.

### Missieverloop
Net als zijn voorganger Ranger 4 ging het al vanaf het begin mis. Na een in eerste instantie geslaagde lancering kreeg de robot problemen met de energievoorziening. De accu's liepen snel leeg en vervolgens ging het contact verloren. Ranger 5 miste de maan op 21 oktober 1962 op een afstand van 725 km en kwam vervolgens in een heliocentrische baan om de Zon terecht. De NASA slaagde erin om de verloren verkenner gedurende elf dagen te volgen. Na deze vijfde mislukte poging om de maan te bereiken nam NASA het gehele ontwerp van de Ranger onder de loep, niet in het minst door de teleurgestelde reacties van vele politici.

## Nasleep

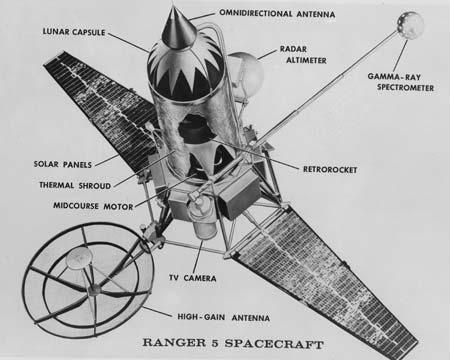
Schema van Ranger 5

De mislukking van Ranger 5 had grote gevolgen voor het gehele Ranger project. NASA maakte al weinig politieke vrienden met de gefaalde Ranger 1, 2, 3 en 4, maar na deze nieuwe miskleun was een meerderheid in de Amerikaanse senaat het voortdurende geschutter van NASA meer dan beu. Weliswaar was de ruimterace in volle gang en stelden ze aanzienlijke bedragen hiervoor beschikbaar, maar ruimtevaart was uitermate kostbaar en ook in de VS gold dat men iedere dollar slechts één keer kon uitgeven. De boze volksvertegenwoordigers vertikten het om voor de zoveelste keer bakken vol belastinggeld door te schuiven naar NASA, die vervolgens werden gespendeerd aan een project dat slechts pijnlijke fiasco's opleverde. Zij stopten alle financiering van project Ranger.

### Professor Kuiper
Hierdoor dreigden de resterende missies 6 t/m 12 te sneuvelen op de tekentafel. Het was met name aan een Amerikaanse astronoom van Nederlandse afkomst, Gerard Kuiper (waarnaar de Kuipergordel is vernoemd), te danken dat het project kon doorgaan. Hierbij zat een niet onaanzienlijke portie eigenbelang: Kuiper had het Laboratorium voor Maan- en Planetenonderzoek opgericht, dat een sleutelrol was toebedacht voor het analyseren van de Rangerfoto's - met geld van NASA.

### Compromis
De woedende senatoren gaven zich echter niet zonder slag of stoot gewonnen. Zij maakten duidelijk, dat NASA de missies 10, 11 en 12 op haar buik kon schrijven: er was al meer dan genoeg geld aan project Ranger verspild. De nummers 7, 8 en 9 zetten ze voorlopig in de wacht. Slechts met de keiharde voorwaarde dat Ranger 6 moest slagen, stemden de senatoren in met een gedeeltelijke hervatting van het programma en met dit compromis mocht NASA nog blij zijn. Faalde NASA wéér met Ranger 6, dan betekende dat meteen het einde van het resterende Ranger programma. NASA moest éérst maar eens bewijzen die klus aan te kunnen.
Ranger 1 · Ranger 2 · Ranger 3 · Ranger 4 · Ranger 5 · Ranger 6 · Ranger 7 · Ranger 8 · Ranger 9